# آني ماريا بارنز
آني ماريا بارنز (بالإنجليزية: Annie Maria Barnes)‏ (28 مايو 1857، كولومبيا في الولايات المتحدة)؛ كاتِبة مُتخصِّصة في أدب الأطفال وروائية أمريكية.